# Adgaon
Argaon o Adgaon o Argaum (Ciutat de les Fonts) és una vila del districte d'Akola a Maharashtra, a l'Índia, al tehsil de Telhara, al costat d'Akot. És coneguda per la batalla d'Angaon, lliurada el 28 de novembre de 1803 en què Arthur Wellesley de Wellington va derrotar l'exèrcit maratha del raja de Nagpur dirigit per Venkaji (germà de Raghuji Bhonsla). La batalla va suposar la conquesta de Gawilgarh (15 de desembre) pel general Stevenson, i va comportar el Tractat de Deogaon (19 de desembre) en el que Raghuji Bhonsla va fer diverses cessions i va renunciar als territoris a l'oest del Wardha.